# Casinaria meridionator
Casinaria meridionator là một loài tò vò trong họ Ichneumonidae.